# 은둔의 왕국
은둔의 왕국(영어: Hermit Kingdom 헐밋 킹덤[*])은 은유적이거나 및 물리적으로 외부로부터 스스로를 의도적으로 차단하는 모든 종류의 국가, 조직 또는 사회를 지칭하는 데 사용되는 별칭이다. 조선민주주의인민공화국은 일반적으로 은둔의 왕국의 대표적인 예로 간주된다.
윌리엄 엘리엇 그리피스의 1882년 저서 한국: 은둔의 나라에 나오듯이 "은둔의 왕국"으로 묘사된 최초의 국가는 조선 시대의 한국이었다. 한국은 일제에게 강제 점령된 1905년까지 은둔 왕국으로 자주 묘사되었다. 이는 조선 특유의 쇄국정책에 기인하였다.
역사적으로 이 용어는 히말라야의 네팔, 라다크, 및 부탄에도 적용되었으며, 오늘날 이 용어는 뉴스와 소셜 미디어에서 종종 북한에 적용되며 2009년에는 당시 미국의 국무장관이었던 힐러리 클린턴이 이 용어를 사용했다. 오늘날 "은둔의 왕국"으로 간주되는 다른 국가로는 투르크메니스탄, 벨로루시, 에리트레아, 및 아프가니스탄이 있다. 이들 국가의 공통점은 외부로부터 그들 스스로를 숨기고, 외부에 대한 관심 또한 크게 갖지 않는 모습을 보여준다.
은둔의 왕국의 또다른 사례는 바로 알바니아다. 냉전 기간 동안 독재자 엔베르 호자의 알바니아는 스탈린주의 정권이었고 일반 시민을 외국과 교류하는 것을 허용하지 않았으며 완전히 자급자족했기 때문에 "은둔의 왕국"으로 널리 간주된다. 호자 정권은 중국-알바니아 갈등 이후 누구와도 동맹을 거부하고 전세계에 적대적이었으며, 이로 인해 냉전이 끝날 때까지 알바니아는 다른 동구권 국가들과 동맹을 맺은 북한보다 더 고립주의적인 자세를 취하였다.
"은둔의 왕국"이라는 용어는 코로나19 범유행 동안 국경을 폐쇄했을 때 웨스턴오스트레일리아주를 설명하는 데에도 사용되었다.

## 같이 보기
- 해금
- 쇄국
- 김일성
- 고립주의